# STS–46

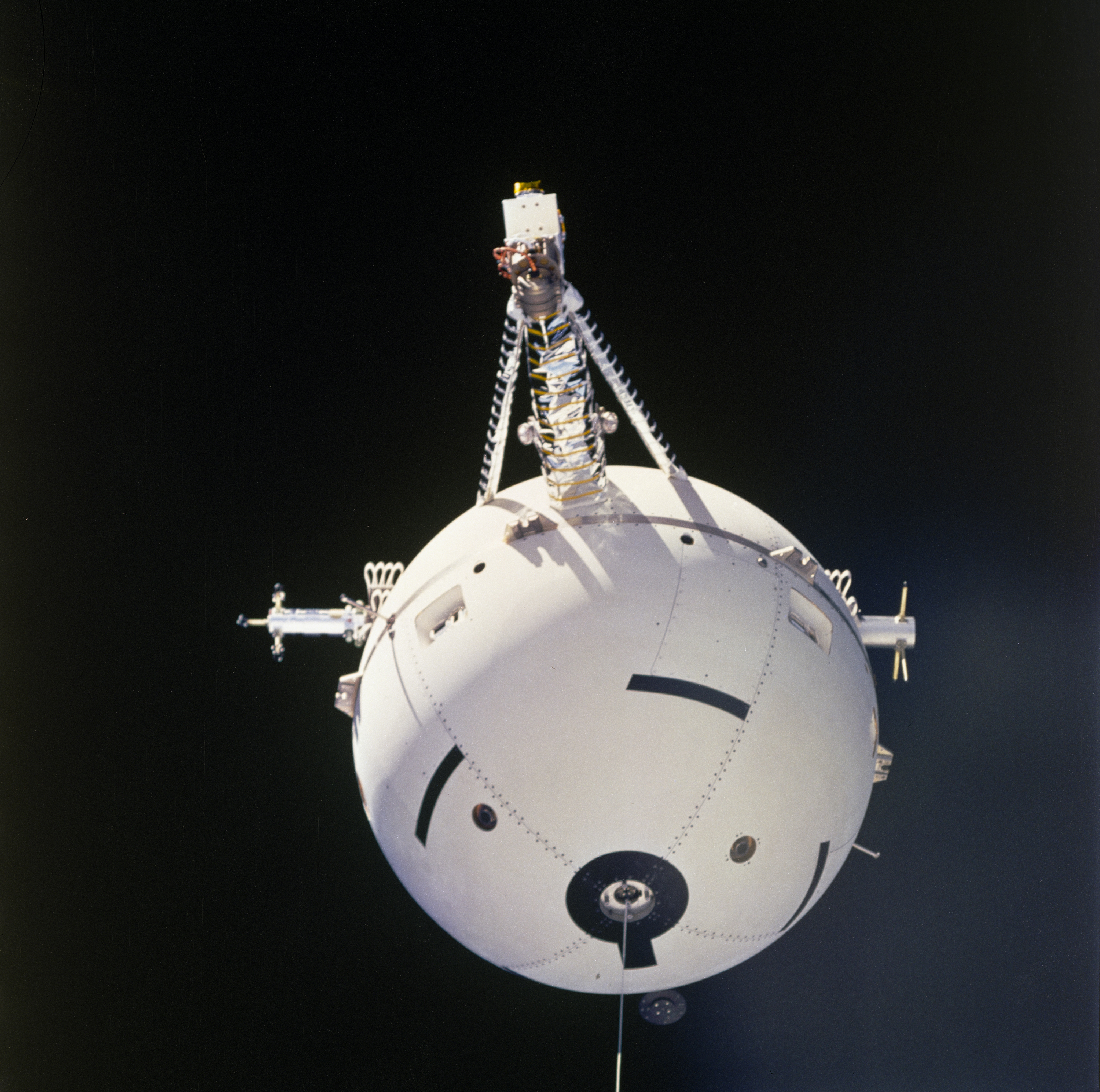
A TSS platform. Alul jól látható a vékony csatlakozókábel

Az STS–46 az amerikai űrrepülőgép-program 49., az Atlantis űrrepülőgép 12. repülése. A 150. emberes űrutazás.

## Küldetés
A legénység tagja Umberto Guidoni, az első olasz űrhajós.

## Jellemzői
A beépített kanadai Canadarm (RMS) manipulátor kart 50 méter kinyúlást biztosított (műholdak indítás/elfogása, külső munkák [kutatás, szerelések], hővédőpajzs külső ellenőrzése) a műszaki szolgálat teljesítéséhez.

### Első nap
1992. július 31-én a szilárd hajtóanyagú gyorsítórakéták, Solid Rocket Booster(SRB) segítségével Floridából, a Cape Canaveral (KSC) Kennedy Űrközpontból, a LC39–B (LC–Launch Complex) jelű indítóállványról emelkedett a magasba. Az orbitális pályája 93,2 perces, 28,5 fokos hajlásszögű, elliptikus pálya perigeuma 425 kilométer, az apogeuma 437 kilométer volt. Felszálló tömeg indításkor 116 133 kilogramm, leszálló tömeg 94 676 kilogramm. Szállított hasznos teher 12 164 kilogramm

## Hasznos teher
1. Az Olasz Űrügynökség (Agenzia Italiana Spaziale – ASI) és a NASA együttműködése alapján tervezett, újrafelhasználható Tethered Satellite System (TSS–1) platform. Feladata a Föld mágneses erővonalainak térképezése. A platform felépítése: egy vékony, szuper erős kábel (tartó és energia biztosító); zárt laboratórium; tudományos műszerek; üzemeltető elektronika, információ áramlást biztosító eszközök. A TSS–1 kísérlet elindítása az EURECA -nál felmerült technikai okok miatt egy napot késett. A kábel segítségével 20 kilométer (12,5 mérföld) távolságra tervezték eltávolítani az űrrepülőtől. A csévélés közben a kábel 860 méter távolságban megakadt. Több napos kiszabadítási kísérlet eredménytelensége miatt visszahúzták a tehertérbe. A platform az STS–75 útján újratelepítésre került.
2. Evaluation of Atomic Oxygen Interactions with Materials (EOIM) – reakciósebesség mérése az űrrepülőgép környezetében (hatás ellenhatás, űrhajósok tevékenysége, a környezeti légkör közötti kölcsönhatás).
3. Two Phase Mounting Plate Experiment (TEMP 2A–3) – hőszabályozási kísérletsorozat.
4. Space Complex Autonomous Payload (CONCAP) payloads (CONCAP-II és -III) – hengeres Get Away Special (GAS) testben fémkísérleteket végeztek (ötvözés).
5. Limited Duration Space Environment Candidate Materials Exposure (LDCE-1, -2, -3) – hengeres  Get Away Special (GAS) testben meghatározott kísérletek végzése.
6. Pituitary Growth Hormone Cell Function (PHCF) – hormon és sejtnövekedési kísérletek. Az űrhajósok egészségi állapotának gyógyszeres kezeléssel történő támogatása.
7. IMAX Cargo Bay Camera (ICBC) – a NASA és a Smithsonian Institution együttműködése alapján dokumentálták az űrrepülőgépen történt eseményeket.
8. Ultraviolet Plume Experiment (UVPI) – az űrrepülőgép motorjainak égési magatartását vizsgálták.

### Műhold
A tehertérben rögzített kommunikációs műholdakat a Canadarm (RMS) manipulátor kar segítségével állították pályairányba. A műhold pályairányba állítását követően az űrrepülőgép 13-16 kilométerre eltávolodott. Pályairányba állítás után 7 és fél órával az űreszköz gázfúvókái 510 kilométeres magasságba emelték.

#### EURECA–1
Az Európai Űrügynökség (ESA) által készített European Retrievable Carrier (EURECA–1) űrlaboratóriumot a legénység pályairányba állított. Az űreszköz anyagtudományi,  élettudományi és sugárbiológiai kísérleteket végzett mikrogravitációs környezetben. Az űreszköz könnyen összeszerelhető (Spacelab technológia) és karbantartható. Nagy szilárdságú szénszálas rudak merevítették, stabilitás biztosítása érdekében a csomópontokba helyezték a nagyobb szerelvényeket. Felmelegedés ellen (aktív, passzív) hűtéssel (hőátadással) védekeztek. Napfénytől mentes területen az éjszakai (földárnyék) energiaellátását/fűtést 4 NiCd (kémiai) akkumulátorok 1000Watt  biztosították. Advanced Solar Gallium Arsenide Array (ASGA) napelemei által előállított energiamennyiség 5000Watt volt. A nagy teljesítmény/tömeg arány együtthatója alapján a jövő űrenergia ellátás eszközeként kezelve a Mir űrállomásra is felszerelték. Hideg gáz hajtóanyaggal ellátva gázfúvókái segítségével tudott pályamagasságban maradni, illetve segítette a háromtengelyesen stabilizálást. DHS adatkezelő rendszere segítette az információ küldését, a szükséges jelek vételét. Súlya 100 kilogramm volt.
Az EURECA műholdat 1993. július 1-jén az STS–57 szállította  vissza a Földre.

#### Hetedik nap
1992. augusztus 8-án a Kennedy Űrközpontban (KSC) kiinduló bázisán szállt le. Összesen 7 napot, 23 órát, 15 percet és 2 másodpercet töltött a világűrben. 5 344 643 kilométert (3 321 007 mérföldet) repült, 127 alkalommal kerülte meg a Földet.

## Személyzet
(zárójelben a repülések száma az STS–46 küldetéssel együtt)
- Loren Shriver (3), parancsnok
- Andrew Allen (1), pilóta
- Jeffrey Hoffman (3), küldetésfelelős
- Franklin Chang Diaz (3), küldetésfelelős
- Claude Nicollier (1), küldetésfelelős – (ESA, Svájc)
- Marsha Ivins (2), küldetésfelelős
- Franco Malerba (1), rakományfelelős – (ESA, Olaszország)

### Tartalék személyzet
- Umberto Guidoni, rakományfelelős – (ESA, Olaszország)

### Visszatérő személyzet
- Loren James Shriver (3), parancsnok
- Andrew Allen (1), pilóta
- Jeffrey Alan Hoffman (3), küldetésfelelős
- Franklin Chang Diaz (3), küldetésfelelős
- Claude Nicollier (1), küldetésfelelős
- Marsha Ivins (2), küldetésfelelős
- Franco Malerba (1), rakományfelelős